# Geranium thessalum
Geranium thessalum är en näveväxtart som beskrevs av Roy Franzén. Geranium thessalum ingår i släktet nävor, och familjen näveväxter. Inga underarter finns listade i Catalogue of Life.